# لواء أمانة الرقة
لواء أمانة الرقة، هو جماعة سورية مسلحة تشارك في الحرب الأهلية السورية تأسست عام 2013 في محافظة الرقة كوحدة فرعية من أحرار الشام.

## تاريخ
تأسست المجموعة في 20 فبراير 2013 من قبل أحرار الشام مع مقاتلين محليين من الرقة للمساعدة في حملة الرقة ضد الحكومة السورية، تأسست المجموعة أيضًا بهدف العمل كجهاز إنفاذ القانون التابع لأحرار الشام في المدينة، وللمساعدة في تطبيق الشريعة الإسلامية وإدارة المناطق المأخوذة من الحكومة.
في 5 مارس 2013، تولت المجموعة المسؤولية عن الرقة، وساعدت في تشكيل العلاقات بين الفصائل المسلحة المتحالفة الأخرى والسكان المحليين في المدينة.
في 19 أبريل 2013، نشر لواء أمانة الرقة مقطع فيديو للمجموعة وهي تقوم بتوزيع المواد الغذائية والمساعدات على السكان.